# 根纳季·纳塔罗夫
根纳季·纳塔罗夫（Gennadiy Natarov，1992年1月23日—），烏克蘭男子羽毛球運動員。

## 簡歷
2013年8月，根纳季·纳塔罗夫參加中國廣州舉行的世界羽毛球錦標賽，在首日比賽，他先與尤利娅·卡扎里诺娃出戰混合雙打項目，但在首圈就以0比2（9-21、9-21）負於香港的李晉熙/周凱華出局；次日，他又與阿提姆·波奇塔列夫出戰男子雙打項目，也在首圈以1比2（22-20、19-21、15-21）不敵菲律賓的罗内尔·埃斯塔尼斯劳/保罗·杰斐逊·维瓦斯出局，完成所有賽事。

## 主要比賽成績
只列出曾進入準決賽的國際賽事成績：
| 年份   | 賽事                   | 公開賽級別 | 項目     | 搭檔                 | 成績   |
| ------ | ---------------------- | ---------- | -------- | -------------------- | ------ |
| 2010年 | 白夜羽毛球賽           | 國際挑戰賽 | 男子雙打 | Yevgen Pochtarev     | 準決賽 |
| 2011年 | 波蘭羽毛球國際賽       | 國際挑戰賽 | 男子雙打 | 阿提姆·波奇塔列夫    | 準決賽 |
| 2011年 | 立陶宛羽毛球公開賽     | 國際系列賽 | 男子雙打 | 阿提姆·波奇塔列夫    | 準決賽 |
| 2011年 | 歐洲青年羽毛球錦標賽   | 其他       | 混合團體 | －                   | 準決賽 |
| 2011年 | 斯洛伐克羽毛球公開賽   | 國際系列賽 | 男子雙打 | 阿提姆·波奇塔列夫    | 準決賽 |
| 2011年 | 斯洛伐克羽毛球公開賽   | 國際系列賽 | 混合雙打 | 尤利娅·卡扎里诺娃    | 準決賽 |
| 2012年 | 保加利亞羽毛球公開賽   | 國際系列賽 | 男子雙打 | 阿提姆·波奇塔列夫    | 準決賽 |
| 2012年 | 保加利亞羽毛球公開賽   | 國際系列賽 | 混合雙打 | 尤利娅·卡扎里诺娃    | 準決賽 |
| 2012年 | 白夜羽毛球賽           | 國際挑戰賽 | 男子雙打 | 阿提姆·波奇塔列夫    | 準決賽 |
| 2012年 | 波蘭羽毛球公開賽       | 國際系列賽 | 混合雙打 | 尤利娅·卡扎里诺娃    | 準決賽 |
| 2013年 | 巴林羽毛球國際挑戰賽   | 國際挑戰賽 | 混合雙打 | 尤利娅·卡扎里诺娃    | 準決賽 |
| 2014年 | 哈爾科夫羽毛球國際賽   | 國際挑戰賽 | 男子雙打 | 阿提姆·波奇塔列夫    | 冠軍   |
| 2014年 | 哈爾科夫羽毛球國際賽   | 國際挑戰賽 | 混合雙打 | 尤利娅·卡扎里诺娃    | 準決賽 |
| 2014年 | 波蘭羽毛球國際賽       | 國際系列賽 | 混合雙打 | 尤利娅·卡扎里诺娃    | 亞軍   |
| 2014年 | 以色列夏瑣羽毛球國際賽 | 國際系列賽 | 男子雙打 | 阿提姆·波奇塔列夫    | 冠軍   |
| 2014年 | 以色列夏瑣羽毛球國際賽 | 國際系列賽 | 混合雙打 | 尤利娅·卡扎里诺娃    | 冠軍   |
| 2014年 | 芬蘭羽毛球國際賽       | 國際系列賽 | 男子雙打 | 阿提姆·波奇塔列夫    | 準決賽 |
| 2015年 | 哈爾科夫羽毛球國際賽   | 國際挑戰賽 | 混合雙打 | 尤利娅·卡扎里诺娃    | 準決賽 |
| 2019年 | 土耳其羽毛球公開賽     | 國際系列賽 | 男子雙打 | Mykhaylo Makhnovskiy | 準決賽 |

| 2007-2017年 | 首要超級賽 | 超級賽 | 黃金大獎賽 | 大獎賽 | 國際挑戰賽 | 國際系列賽 | 未來系列賽 | 其他 |

| 2018-2026年 | 總決賽 | 超級1000賽 | 超級750賽 | 超級500賽 | 超級300賽 | 超級100賽 | 國際挑戰賽 | 國際系列賽 | 未來系列賽 | 其他 |

### 奧運會和世錦賽參賽紀錄
|          | 搭檔              | 2013 |
| -------- | ----------------- | ---- |
| 男子雙打 | 阿提姆·波奇塔列夫 | 48強 |
|          |                   |      |
| 混合雙打 | 尤利娅·卡扎里诺娃 | 48強 |